# Johann Amadeus Franz von Thugut

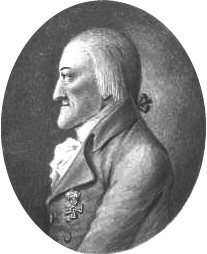
Thugut, von J. A. Ecker

Johann Amadeus Franz de Paula Freiherr von Thugut (* 8. März 1736 in Linz; † 29. Mai 1818 in Wien) war ein österreichischer Staatsmann.

## Leben
Franz Thugut, der aus bürgerlichen Verhältnissen kam, arbeitete zunächst als Übersetzer in der österreichischen Staatskanzlei, bevor ihm selbst diplomatische Aufgaben übertragen wurden. Der leitende Minister Wenzel Anton Kaunitz förderte seine Karriere. 1769 wurde Thugut zunächst zum Geschäftsträger, zwei Jahre später zum Internuntius Österreichs beim Osmanischen Reich ernannt. Sein größter Erfolg in dieser Funktion war der Friede von Küçük Kaynarca 1775, in dem Österreich die Bukowina erwarb. 1777/78 führte er im Bayerischen Erbfolgekrieg die Verhandlungen mit der preußischen Seite, ohne jedoch Ergebnisse zu erzielen.
1793 wurde Thugut zum Außenminister ernannt und ein Jahr später trotz Anfeindungen durch die adlige Hofpartei zum Nachfolger Kaunitz’. In dieser Position trat er als entschiedener Gegner Preußens auf und sicherte Österreich in der Dritten polnischen Teilung 1795 Gebietsgewinne. Thugut war einer der entscheidenden Motoren für die Bildung der Koalition gegen das revolutionäre Frankreich, doch konnte auch er nicht den Siegeszug Napoleons aufhalten. Gegen den Wunsch von Erzherzog Karl wies er zwei Friedensangebote Napoleons zurück. 1801 übernahm Thugut die persönliche Verantwortung für die fortgesetzten militärischen Niederlagen und erheblichen Gebietsverluste für Österreich und trat zurück.

## Ehrungen
Im Jahr 1877 wurde in Wien-Leopoldstadt (2. Bezirk) die Thugutstraße nach ihm benannt.